# مروى المثلوثي
مروى المثلوثي سباحة تونسية من مواليد 22 أغسطس 1988. فازت بثلاثة ميداليات فضية وميدالية برونزية في الألعاب الإفريقية 2007.